# Ratchet & Clank (Computerspiel, 2016)
Ratchet & Clank ist ein Plattform-Videospiel aus dem Jahr 2016, entwickelt von Insomniac Games und veröffentlicht von Sony Interactive Entertainment für die PlayStation 4. Es ist der fünfzehnte Teil der Ratchet-&-Clank-Serie. Das Spiel ist eine Neuinterpretation des ersten Spiels der Serie und basiert auf dem gleichnamigen Film aus dem Jahr 2016.
Das Spiel sollte ursprünglich 2015 erscheinen, wurde aber zusammen mit dem Film auf April 2016 verschoben, um dem Film eine bessere Marketingkampagne und dem Spiel zusätzliche Zeit für den Feinschliff zu geben.
Das Spiel wird aus der Perspektive von Captain Qwark erzählt, der die Geschichte aus dem Ratchet-&-Clank-Film nacherzählt, der wiederum eine aktualisierte Version der Geschichte aus dem ursprünglichen Ratchet & Clank erzählt. Es soll jedoch keinen neuen Kanon begründen.

## Spielprinzip
Ratchet & Clank weist viele Gameplay-Ähnlichkeiten mit den anderen Teilen der Serie auf. Die spielbare Hauptfigur ist Ratchet; Clank ist in einigen Teilen des Spiels spielbar. Als Ratchet navigiert der Spieler durch verschiedene Umgebungen, besiegt Feinde mit einer Reihe von verschiedenen Waffen und Gadgets und überwindet Hindernisse. Clank ist wie ein Rucksack an Ratchet befestigt und erfüllt mehrere Funktionen, wie z. B. das Tauchen im Wasser. Die Spielabschnitte von Clank unterscheiden sich drastisch, auch wenn das Prinzip des Navigierens in der Umgebung und die Steuerung dieselben sind.
Obwohl es sich bei Ratchet & Clank um eine Neuinterpretation des Videospiels aus dem Jahr 2002 handelt, enthält es eine Vielzahl von Gameplay-Elementen aus verschiedenen Teilen der Serie, wie z. B. Strafing, automatische Waffen- und Gesundheits-Upgrades, manuelle Raritanium-Waffen-Upgrades und die Einbeziehung von Waffen aus späteren Spielen. Es verfügt über neue Waffen, wie z. B. den Pixelizer, der Gegnern ein 8-Bit-Aussehen verleiht.
Die Umgebungen werden in einer eher linearen Weise präsentiert, obwohl dem Spieler mehrere Pfade zur Verfügung stehen. (Der Spieler kommt in der Geschichte voran, indem er von Planet zu Planet reist).Neue Planeten werden freigeschaltet, sobald die Story-Ziele auf den vorherigen Planeten erfüllt wurden.
Neben dem Kampf gegen Feinde benutzt der Spieler eine Schleuder, um Abgründe zu überqueren, fährt auf Schienen durch die Level, läuft auf magnetischen Oberflächen, aktiviert Schalter, um neue Wege zu öffnen, und muss gelegentlich ein Hacking-Minispiel lösen.
Der Spieler schaltet im Laufe der Geschichte Waffen und Gadgets frei, aber einige davon werden bei Händlern gekauft. Bolzen, die sich in Kisten befinden, von besiegten Feinden fallen gelassen werden und als Belohnung dienen, dienen als Währung.
Geschicklichkeitspunkte, die in den vorherigen Spielen der Serie eine wichtige Rolle spielten, kehren nicht zurück, sondern werden durch das PlayStation-Trophäen-System ersetzt.
In einigen Levels gibt es die für die Serie typischen Bosse. Nach Beendigung des Spiels kann der Spieler in den „Herausforderungsmodus“ wechseln, in dem der Schwierigkeitsgrad des Spiels erheblich ansteigt, die meisten Gegenstände, einschließlich aller Waffen, jedoch erhalten bleiben.

## Handlung
Der Gefangene Shiv Helix wird in eine gemeinsame Zelle mit dem neu inhaftierten Captain Qwark, dem ehemaligen Kommandanten der legendären Galactic Rangers, gebracht. Da Shiv zufällig ein großer Fan von Qwark ist, verrät er ihm, dass ein „Hologame“ über sein letztes Abenteuer gedreht wird. Qwark, der sich nach Aufmerksamkeit sehnt, erklärt sich bereit, Shiv seine Seite der Geschichte zu erzählen.
Auf dem Planeten Veldin träumt Ratchet, ein junger Lombax, der als Mechaniker arbeitet, davon, sich den Rangers anzuschließen. Obwohl er alle Tests mit Bravour bestanden hat, weigern sich die Ranger, ihn aufzunehmen, nachdem sie von seiner kriminellen Vergangenheit erfahren haben.
Währenddessen beaufsichtigt der Vorsitzende der Blarg, Alonzo Drek, in einer Fabrik auf dem Planeten Quartu den Bau einer mechanischen Armee mit seinem Verbündeten Dr. Nefarious, einem bösen Wissenschaftler, der nach seiner Niederlage gegen die Rangers für tot gehalten wurde.
Einem defekten Warbot gelingt es jedoch, mit einem gestohlenen Schiff zu entkommen. Nachdem das Schiff auf Veldin abgestürzt ist, rettet Ratchet den defekten Bot, der ihm erklärt, dass er die Galactic Rangers vor Dreks Plänen warnen muss.
Ratchet nennt ihn „Clank“ und bietet ihm an, ihn zum Ranger-Hauptquartier auf dem Planeten Kerwan zu bringen. Auf der Reise nach Kerwan entdecken sie, dass Drek und seine Blarg-Soldaten den Planeten bereits eingenommen haben. Das Duo vereitelt erfolgreich einen Versuch der Invasoren, die Halle der Helden zu zerstören, indem es sie mit einem mit Sprengstoff beladenen Zug rammt.
Als Belohnung für ihre Hilfe erlaubt Qwark ihnen widerwillig, den Rangers beizutreten. Als neue Ranger leitet das Duo viele erfolgreiche Operationen gegen die Blarg, aber der unsichere Qwark wird bald eifersüchtig auf Ratchet, dessen Popularität seinen eigenen Ruhm zu überschatten beginnt.
Qwark beruft eine Versammlung der Rangers ein, um einen direkten Angriff auf Quartu zu organisieren. Der Angriff ist erfolgreich, und die Ranger erfahren aus Dreks Akten, dass der wahre Plan der Blarg darin besteht, den Deplanetizer, eine von Nefarious geschaffene waffenfähige Raumstation, zu benutzen, um mehrere Planeten zu zerstören, damit er deren Überreste ernten und eine neue Heimatwelt für sein Volk errichten kann. Als Qwark erfährt, dass Novalis das nächste Ziel ist, macht er sich auf den Weg, um persönlich mit Drek zu verhandeln, während die anderen Ranger seine Streitkräfte außerhalb der Station bekämpfen. Während der Kämpfe betritt Ratchet den Deplanetizer und versucht, ihn abzuschalten, aber Drek nimmt ihn gefangen. Während er weggeschleppt wird, findet Ratchet heraus, dass Qwark Drek heimlich mit Informationen versorgt hat und dass er und Nefarious den Angriff vorausgesehen haben. Drek sperrt Ratchet in eine Rettungskapsel und schleudert ihn ins All, während die Ranger die Zerstörung von Novalis miterleben.
Mehrere Wochen lang weigern sich die Ranger, die durch Qwarks Verrat demoralisiert sind, gegen Drek vorzugehen. Von Schuldgefühlen geplagt, kehrt Ratchet nach Veldin zurück und beschließt, aufzugeben. Clank drängt ihn, es sich noch einmal zu überlegen, denn er hat Dreks letztes Ziel ausgemacht: den Planeten Umbris. Clank enthüllt, dass die Zerstörung von Umbris aufgrund einer seltenen orbitalen Konvergenz unzählige andere Welten vernichten wird; Ratchet schließt daraus, dass Nefarious dies von Anfang an geplant hat.
Verärgert über seine Niederlage gegen die Rangers hat Nefarious Drek manipuliert und beabsichtigt, die gesamte Galaxie auszulöschen. Mit seinem wiedergewonnenen Selbstvertrauen schließt sich Ratchet den Rangers an und begibt sich zum Planeten Kalebo III, wo er nach dem Gewinn einer Rennmeisterschaft ein Holo-Guise erhält. Mit dem Holo-Guise gibt sich Ratchet als Qwark aus und infiltriert den Deplanetizer. Er und Clank planen, den Schwerkraftstabilisator zu entfernen, der den Deplanetizer über seinem Ziel hält, damit die Ranger ihn mit Hochleistungsmagneten von Umbris wegziehen und die Zerstörung des Planeten verhindern können.
Ein zunehmend desillusionierter Qwark konfrontiert Drek damit, dass er sein Versprechen, die Ranger zu verschonen, gebrochen hat. Nefarious trifft ein und verspottet Qwark für seinen Verrat, bevor er ihn wegschickt, und verrät Drek, indem er ihn in ein Schaf verwandelt und ins All schleudert.
In der Zwischenzeit gelingt es Ratchet, den Schwerkraftstabilisator zu entfernen und Qwark in einem Zweikampf zu besiegen. Qwark erkennt seinen Fehler und ernennt Ratchet zum neuen Kommandanten der Rangers. Bevor sie Nefarious festnehmen können, schießt der Doktor auf sie und versucht, den Deplanetizer abzufeuern. Die Ranger setzen die Magneten ein und ziehen den Deplanetizer zur Seite, so dass er sie verfehlt. Wütend fliegt Nefarious, der nun seinen persönlichen Kampfmech steuert, zu einem nahe gelegenen Zwergstern, um eine Supernova auszulösen, die alles Leben in der Galaxie auslöschen wird. Ratchet zerstört den Mech und stößt ihn in den Stern, was zu Nefarious' Tod führt. Da der Deplanetizer durch die Hitze der Atmosphäre von Umbris zerfällt, können Ratchet, Clank und Qwark gerade noch rechtzeitig mit einem Teleporter entkommen.
In der Gegenwart sammeln Qwark und Helix Müll in der Nähe der Halle der Helden. Während sie eine Statue von sich selbst betrachten, grüßen Ratchet und Clank Qwark. Helix nutzt die Gelegenheit, stiehlt eine Waffe, zerstört mehrere Patrouillenroboter, entführt Ratchets Schiff und flieht. Als sich das Duo auf die Verfolgung vorbereitet, fragt Ratchet Qwark, ob er mitkommen möchte, was dieser gerne annimmt.

## Unterschiede
Während die Geschichte der Struktur des Originals folgt, werden viele Rückübersetzungen vorgenommen, wenn Qwark die Ereignisse nacherzählt und wenn die Ereignisse den Änderungen im Film folgen. Die bemerkenswerteste Umdeutung ist die Einführung von Dr. Nefarious, der ursprünglich erst in Up Your Arsenal auftauchte und eine andere Entstehungsgeschichte hatte, die seine Umwandlung von einer organischen Lebensform in einen Roboter erklärte. Außerdem wurde Qwarks Geschichte völlig verändert: Im Originalspiel arbeitete er von Anfang an für Drek, aber in der Neuinterpretation wurde er stattdessen als Held eingeführt, bevor er aus Eifersucht auf Ratchet dazu überredet wurde, sich Drek anzuschließen. Auch Qwark hat sich im Originalspiel nie zu seinem Verhalten bekehrt. Die Charaktere Grimroth Razz und Victor Von Ion sowie die Ranger Cora Veralux, Brax Lectrus und Elaris sind völlig neu und kamen im Originalspiel nicht vor.
Mehrere Planeten aus dem Originalspiel wurden zusammengelegt. Batalia zum Beispiel ist eine Verschmelzung zwischen dem gefrorenen Hoven und dem vom Krieg zerrissenen Batalia aus dem Originalspiel, und Quartu ist eine Verschmelzung zwischen dem Fabrikplaneten Quartu und der verschmutzten blargischen Heimatwelt Orxon (und viele der Feinde von Orxon aus dem Originalspiel tauchten in dem neuen Gebiet auf Gaspar auf). Dreks Flotte wurde durch einen Level ersetzt, der die Erkundung des Deplanetizers beinhaltet. Die Planeten Eudora und Oltanis wurden entfernt, ohne zusammengelegt oder ersetzt zu werden, während der Planet Umbris zwar eine Rolle in der Geschichte, aber nicht im Spiel spielte, obwohl die blargische Snagglebeast von Umbris in die Blarg-Forschungsstation versetzt wurde.
Das Spiel erweitert auch die ursprüngliche Geschichte durch kleinere Umdeutungen. Eine davon ist, dass Charaktere, die zuvor namenlos waren, nun Namen erhalten: Das Hoverboard-Mädchen heißt Starlene, Skidds Agent heißt Don Wonderstar und der Bürgermeister von Novalis heißt Agnogg Buckwash. Einige Charaktere wurden ersetzt. Auf Pokitaru wurde Als Bruder, Bob, einfach durch Al selbst ersetzt, der auf demselben Planeten wieder auftaucht. Andere Charaktere tauchten überhaupt nicht auf, wie Helga von Streissenburgen, das HelpDesk Girl, Fred, Edwina und Clanks Mutter.

## Entwicklung
Ratchet & Clank wurde während der Pressekonferenz von Sony auf der E3 2014 angekündigt. Die Studios von Insomniac Games in Kalifornien und North Carolina arbeiteten bei der Entwicklung zusammen.
Mehrere Entwickler des ersten Spiels, darunter der langjährige Design Director Brian Allgeier, kehrten für das Remake zurück. Das Spiel sollte ursprünglich 2015 erscheinen, wurde aber auf 2016 verschoben, um mit dem Filmstart zusammenzuarbeiten.
Im Gegensatz zum Original läuft das Remake von Ratchet & Clank mit einer Bildrate von 30 Bildern pro Sekunde.
Insomniac hatte keinen Zugriff auf den Quellcode aus der PlayStation-2-Ära, da ein internes Asset-Management-System verwendet wurde, auf das während der Entwicklung des Spiels nicht zugegriffen werden konnte, und die Assets mit unzureichenden Dateinamenskonventionen versehen waren. Auf die Assets aus der PlayStation-3-Ära konnte leichter zugegriffen werden, und die Bibliotheken aus den PlayStation-2-Spielen, die von Idol Minds für die Portierung der Ratchet & Clank Collection extrahiert wurden, ermöglichten es Insomniac, auf diese Bibliotheken zuzugreifen und sie in das neue Engine-Format zu konvertieren.
Das Spiel wurde parallel zum Film entwickelt und teilte die gleichen Charaktermodelle, Umgebungen, Animationen und einige Texte. So schickte Insomniac beispielsweise ein 3D-Charaktermodell oder eine Umgebung an Rainmaker, und Rainmaker schickte Insomniac seine leicht veränderte Version für das Spiel, so dass beide Teile gleichwertig waren. Die meisten Assets im Film und im Videospiel wurden zwischen den beiden Parteien abgeglichen, und in einigen Fällen versuchte Insomniac, eine Filmszene im Spiel so genau wie möglich nachzustellen. Für den Film und das Spiel wurden die gleichen Farbkorrekturwerkzeuge verwendet.
Die Geschichte wurde von TJ Fixman, dem Autor der Future-Serie, geschrieben. Kevin Munroe stellte später das Drehbuch fertig. Die Insomniac-Konzeptkünstler Greg Baldwin und Dave Guertin waren sowohl für das Spiel als auch für den Film als visuelle Designer tätig.
Creative Designer Chad Dezern von Insomniac sagte, er wolle, dass sich das Spiel „aufgrund seiner eigenen Vorzüge großartig anfühlt und nicht nur, weil man sich daran erinnert, wie es war, als man es das erste Mal gespielt hat“, und fügte hinzu, dass Entwickler „sich Sorgen machen, dass die Dinge so schnell voranschreiten und der Fortschritt so schnell passiert, dass ihre Arbeit ungültig wird“. Er erklärte auch, dass die verbesserte Hardware im Vergleich zum Originalspiel den Prozess von „Lass uns die richtige Entscheidung für das Spiel treffen, das wir machen“ zu „Lass uns die einzige Entscheidung treffen, die wir aufgrund der Beschränkungen treffen können, denen wir unterliegen“ verändert hat.
Brian Allgeier und TJ Fixman hatten die Idee, die Geschichte des Spiels aus der Sicht von Captain Qwark zu erzählen, um so die Möglichkeit zu haben, die Geschichte zu erzählen, ohne an den Film gebunden zu sein, dessen Geschichte von Hollywood-Autoren und -Managern so stark verändert worden war, dass sie nicht mehr mit der Überlieferung der Spiele vereinbar war. Die Einbeziehung von Qwark als Erzähler ermöglichte eine Geschichte, die mit dem Fortschreiten der Spielmechanik übereinstimmte, die stärker in die Handlung des jeweiligen Schauplatzes eingebunden war und das Tempo dem Spiel anpasste; außerdem konnten Ungereimtheiten umgangen werden, ohne dass es zu Fehlentwicklungen kam.
Chad Dezern von Insomniac stellte später klar, dass es sich bei der Geschichte um Qwarks Version der Ereignisse handelt, da er die Geschichte des Films kommentiert, und dass es nicht darum geht, den Kanon zu überarbeiten, sondern „nur eine Art sauberere Nacherzählung“. Er merkte an, dass die „großen Pole“ der Geschichte intakt bleiben, wie zum Beispiel Ratchets Ursprungsgeschichte als Lombax und Clanks Ursprung als Fabrikdefekt. Die Geschichte ist Kapitän Qwarks Meinung zu den Ereignissen, die auf dem Holo-Film über sein Leben basieren, und auf Novalis ist ein Witz über einen „hirnfressenden Zombie-T-Rex“ enthalten, der Ratchet, Clank und den Klempner angreift, während sie das Schiff reparieren, um den Spieler daran zu erinnern, dass Qwark ein unzuverlässiger Erzähler ist und dass viele der Ereignisse, die im Spiel stattfinden, Ereignisse sind, die Qwark erfunden hat.

## Veröffentlichung
Ratchet & Clank wurde in der Woche seiner Veröffentlichung das meistverkaufte Spiel im Vereinigten Königreich. Die Verkaufszahlen des Remakes verdreifachten in der Veröffentlichungswoche die Verkaufszahlen von A Crack in Time, dem bisherigen Rekordhalter. Das Remake war das erste Spiel der Serie, das auf Platz 1 der Software-Verkaufscharts im Einzelhandel landete und gleichzeitig der meistverkaufte Titel im PlayStation Store in Europa war.
Am 29. April 2016 wurde bekannt gegeben, dass Ratchet & Clank der sich am schnellsten verkaufende Titel der Serie war.
Liam Callahan, Analyst der NPD Group, erklärte, dass diese Verkaufszahlen den Erfolg der Serie seit dem Höhepunkt der PlayStation-2-Ära wieder herstellten.

## Rezeption
Die Kritiker lobten die Grafik im Großen und Ganzen als positiv, wobei viele sie mit Pixar verglichen.
Laut der Bewertungs-Website Metacritic erhielt Ratchet & Clank „allgemein positive Bewertungen“. 85/100
„Meine Liebe zu den Spielen ist definitiv wieder geweckt!“ Lukas Schmid – PC Games
Chris Carter von Destructoid lobte die Charaktere, das Tempo und das abwechslungsreiche Gameplay und sagte, dass er zukünftige Ratchet-&-Clank-Spiele begrüßen würde, nachdem er zuvor der Meinung war, dass der Serie der Dampf ausgegangen sei.
Andrew Reiner von Game Informer lobte vor allem die Grafik des Spiels, insbesondere die Menge an Action auf dem Bildschirm und das Design der Umgebungen. Auch wenn Reiner den Soundtrack für „ziemlich gut“ hielt, fand er einige der Dialoge „zum Kotzen“. Reiner äußerte sich positiv über das Gameplay. Sein einziger Kritikpunkt war, dass die Abschnitte, die sich nicht auf rasante Action konzentrieren, den Fluss des Spiels unterbrechen. Letztendlich sagte Reiner, dass er „das Spiel nicht aus der Hand legen konnte“.
Philip Kollar von Polygon schrieb: „Ich würde nicht sagen, dass das neue Ratchet & Clank genau das ist, was sich jeder Fan der Serie wünscht. Es ist ein bisschen weniger umfangreich in Bezug auf harte Zahlen – weniger Planeten, weniger Waffen und so weiter – aber die schiere Vielfalt und der Feinschliff verhindert, dass dieser ausgezeichnete Neustart zu weit heruntergezogen wird. Es gibt hier genug, um langjährige Fans glücklich zu machen, aber was vielleicht noch wichtiger für Insomniac und die Zukunft der Serie ist, es sollte auch viele neue Fans überzeugen.“
Lucas Sullivan von GamesRadar fasste seine Rezension wie folgt zusammen: „Trotz einiger seltsamer Verknüpfungen mit dem Film ist dies ein wunderschöner, durch und durch großartiger Plattformer und ein würdiger Neustart für Ratchet & Clank.“
Marty Sliva von IGN schrieb: „Ratchet and Clank ist die Krönung von allem, was Insomniac in den letzten 14 Jahren mit der Serie gemacht hat.“ Sliva lobte die „absolut umwerfende“ Grafik, die „lohnenden“ Aufrüstungssysteme, die „charmante“ Geschichte und die „kreativen“ Waffen.
„Egal ob für unerfahrener Neueinsteiger oder alteingesessene Nostalgiker: Ratchet & Clank ist Zündstoff für die PS4.“ Ingame
„Trotz der vielen Bezüge, die bei älteren Spielern wie mir, aber wohl auch bei Jüngeren, die schon mit dem Duo auf der PS2 Bekanntschaft gemacht haben, geht die Neuauflage von Ratchet & Clank jedoch über den Status eines bloßen Remakes hinaus.“ 4Players